# Јован Јањински
Свети мученик Јован Нови Јањински (†1526) је хришћански светитељ.
Потицао је из сиромашне породице настањене у Јањинама. Био је занатлија и када су његови родитељи помрли, млади Јован се преселио у Цариград како би тамо отворио радњу и посветио се занату. Турци су већ до тада освојили Цариград и многи хришћани су се из страха одрекли Христа и примили ислам. Јован се јавно противио томе и зато је доспео на суд, а онда и у тамницу. Тамо су га мучили, али је он поднео све муке. Коначно, везан је у синџире и осуђен да буде спаљен. Међутим, када је видео своју судбину, потрчао је и сам се бацио у пламен. Из пламена су га извукли његови мучитељи, мислећи да он воли да заврши живот спаљен и одрубили му главу мачем, а потом су је, заједно са телом, бацили у ватру. Ипак, неки остаци су остали сачувани и касније су их хришћани пронашли и сахранили у Великој Цркви у Цариграду.
Српска православна црква слави га 18. априла по јулијанском, а 1. маја по грегоријанском календару. Овај датум се везује за датум његове смрти, 1526. године.